# Captain Murphy
Captain Murphy är ett svenskt rockband som bildades i Stockholm 1999 av Victor Hvidfeldt (elgitarr), Johnny Borgström (elbas) och Sonny Boy Gustafsson (elgitarr och sång). Bandet kompletterades efter starten av Tomas Eriksson (trummor).
I januari 2004 spelade bandet in sitt debutalbum. De hade helst velat ha Nicke Andersson från The Hellacopters som producent, men denne hade inte tid och tipsade istället om Chips Kiesbye, som tog sig an uppdraget i all hast. Det självbetitlade debutalbumet släpptes i april samma år och uppvisar tydliga influenser från artister som Blue Cheer, Vanilla Fudge och Grand Funk Railroad. Ett andra album med namnet Human Cannonball släpptes 2007. 
Captain Murphy har turnerat tillsammans med större band som Backyard Babies och norska Gluecifer. 
Captain Murphy är numera splittrat och medlemmarna spelar med och i andra band.

## Diskografi

### Album
- Captain Murphy (2004)
- Human Cannonball (2007)

### Singlar
- Captain Murphy (2003)
- I'm A What (Years Of Ambivalence) (2003)
- Mojo Workin' Mama (2004)
- 6-Track Album Sampler (2004)
- Daddy Can Dance (2004)
- I Belong To The Girls (2006)